# NGC 1711
NGC 1711 (другое обозначение — ESO 56-SC10) — рассеянное звёздное скопление в созвездии Столовой Горы, расположенное в Большом Магеллановом Облаке. Открыто Джеймсом Данлопом в 1826 году. Описание Дрейера: «яркое скопление небольших размеров, неправильной округлой формы, состоит из звёзд 14-й величины».
Возраст скопления составляет 46 миллионов лет, металличность — 52% от солнечной. Распределение звёзд скопления по массам подчиняется закону {\displaystyle dN/d\ln m\propto m^{\alpha }} с параметром {\displaystyle \alpha }, равным −1,72.
Этот объект входит в число перечисленных в оригинальной редакции «Нового общего каталога».